# Припливне нагрівання
Припливне нагрівання (також відоме як припливне згинання) відбувається завдяки процесу припливного тертя: орбітольна і обертальна енергія розсіюється у вигляді тепла на поверхні океану чи всередині планети чи супутника. Іо, супутник Юпітера, це найбільш вулканічно активне тіло в сонячній системі, що підтверджується активними вулканами і відсутністю кратерів на його поверхні. Нагрівання Іо — результат зв'язку між Юпітером та іншими Галілеєвими супутниками. Ексцентриситет орбіти Іо (наслідок його участі в орбітальному резонансі) спричиняє значну зміну (аж до 100 м.) висоти його припливної опуклості по мірі проходження орбіти; тертя утворене завдяки його припливному згинанню нагріває його внутрішність. Є теорія, що подібний, але слабший процес розплавив нижні шари льоду скелястої мантії наступного за розміром супутника Юпітера, Європи.  Аналогічно припускається, що супутник Юпітера Енцелад має рідку воду під його льодовою корою. На думку вчених, водні гейзери, що викидають матеріал з Енцелада працюють за рахунок тертя, що відбувається всередині кори, що зсувається.
Загальна величина припливного нагрівання супутника {\displaystyle {\dot {E}}_{\text{Tidal}}}, який синхронно обертається і має ексцентричну орбіту , становить:
{\displaystyle {\dot {E}}_{\text{Tidal}}=-{\text{Im}}(k_{2}){\frac {21}{2}}{\frac {R^{5}n^{5}e^{2}}{G}}}
Де {\displaystyle R}, {\displaystyle n} і {\displaystyle e} це відповідно середній радіус супутника, середній орбітальний рух і ексцентриситет. {\displaystyle {\text{Im}}(k_{2})} — уявна частина числа Лава другого порядку.